# Teach Children to Worship Satan
Teach Children to Worship Satan – album z coverami wykonanymi przez grupę Dark Funeral.
Cztery z piosenek to covery znanych zespołów, które znaleźć można na płytach składanych w hołdzie danej kapeli. Pierwszy utwór - "An Apprentice Of Satan" jest pewnego rodzaju przedstawieniem tego, co znajdzie się na późniejszej płycie pt. "Diabolis Interium".

## Lista utworów
1. „An Apprentice Of Satan” – 6:05
2. „The Trial” (King Diamond) – 5:26
3. „Dead Skin Mask” (Slayer) – 4:46
4. „Remember the Fallen” (Sodom) – 4:15
5. „Pagan Fears” (Mayhem) – 6:31

## Twórcy
- Micke "Lord Ahriman" Svanberg – gitara elektryczna
- Emperor Magus Caligula – gitara basowa, śpiew
- Matti "Dominion" Mäkelä – gitara elektryczna
- Robert "Gaahnfaust" Lundin – perkusja